# Tercera Federación (Grupo XIV)
El Grupo XIV de la Tercera Federación española de fútbol es el grupo autonómico extremeño de dicha categoría; constituye el quinto nivel de competición del sistema de liga en Extremadura. La primera temporada disputada con un grupo extremeño fue la 1956-57.
El Grupo XIV es el heredero de su homónimo desde 2021 del Grupo XIV de Tercera División, que se creó en el año 1983.

## Sistema de competición
El Grupo XIV de Tercera Federación suele estar integrado por 16 clubes.
El sistema de competición es el mismo que en el resto de categorías de la Liga. Se disputa anualmente, empezando a finales del mes de agosto o principios de septiembre, y concluye en el mes de mayo o junio del siguiente año.
Los equipos del grupo se enfrentan todos contra todos en dos ocasiones, una en campo propio y otra en campo contrario. El orden de los encuentros se decide por sorteo antes de empezar la competición. El ganador de un partido obtiene tres puntos, el perdedor no suma ninguno y, en caso de un empate, se reparte un punto para cada equipo.
Al término de la temporada, el primer clasificado (excluyendo a los equipos filiales) se clasifica para disputar la siguiente edición de la Copa del Rey.

### Ascenso a Segunda Federación
Una vez finalizada la temporada regular, el primer clasificado se proclama campeón y asciende directamente a Segunda Federación, mientras que los clasificados entre el segundo y el quinto lugar disputan un playoff territorial para decidir una plaza que da acceso a la Promoción de ascenso a Segunda Federación. Esta promoción consta de una ronda de eliminación directa en la que el vencedor asciende de categoría.

### Descenso a Primera División Extremeña
Al término de la temporada los tres últimos clasificados descienden directamente a Primera División Extremeña. Existe la posibilidad de que desciendan además tantos equipos a Primera División Extremeña, como equipos de Extremadura que desciendan de la Segunda Federación a Tercera Federación. También puede ocurrir que algunos de los equipos del grupo clasificados para el playoff logre el ascenso a la Segunda Federación, en cuyo caso ascenderían a Tercera Federación tantos conjuntos de Primera División Extremeña como clubes hayan logrado el ascenso a Segunda Federación.

### Equipos filiales
Los equipos filiales pueden participar en Tercera Federación si sus primeros equipos compiten en una categoría superior de la Liga —Primera División, Segunda División, Primera Federación o Segunda Federación—. Los filiales y sus respectivos primeros equipos no pueden competir en la misma categoría; por ello, si un equipo desciende a Segunda Federación y su filial queda primero o gana los playoff de ascenso a esta categoría, deberá quedarse obligatoriamente en Tercera Federación. Del mismo modo, un filial que se haya clasificado para la fase de ascenso a Segunda Federación no puede disputarla si el primer equipo milita en dicha categoría. En este caso, lo sustituye el sexto clasificado. Esto no será así si el primer equipo milita en Segunda Federación, pero se clasifica para la fase de ascenso a Primera Federación.

## Equipos participantes
La Tercera Federación 2021-22 fue disputada por los siguientes equipos:
La Tercera Federación 2022-23 fue disputada por los siguientes equipos:
La Tercera Federación 2023-24 fue disputada por los siguientes equipos:
La Tercera Federación 2024-25 fue disputada por los siguientes equipos:
La Tercera Federación 2025-26 es disputada por los siguientes equipos:

## Clasificación histórica
Actualizado=2 de julio de 2025
| Pos | Ban                    | Equipo                     | Temp | Ptos | PJ  | PG | PE | PP | GF  | GC  | DG  | Cam | Sub | Pro | Asc |
| --- | ---------------------- | -------------------------- | ---- | ---- | --- | -- | -- | -- | --- | --- | --- | --- | --- | --- | --- |
| 1   | Bandera de Extremadura | C. D. Azuaga               | 5    | 243  | 128 | 68 | 39 | 21 | 212 | 119 | 93  | 0   | 2   | 3   | 0   |
| 2   | Bandera de Extremadura | Moralo C. P.               | 5    | 206  | 128 | 57 | 35 | 36 | 198 | 137 | 61  | 0   | 1   | 3   | 0   |
| 3   | Bandera de Extremadura | Jerez C. F.                | 5    | 191  | 128 | 52 | 35 | 41 | 168 | 155 | 13  | 0   | 0   | 2   | 0   |
| 4   | Bandera de Extremadura | A. D. Llerenense           | 4    | 183  | 94  | 52 | 27 | 15 | 154 | 82  | 72  | 1   | 0   | 2   | 1   |
| 5   | Bandera de Extremadura | S. P. Villafranca          | 5    | 182  | 128 | 50 | 32 | 46 | 161 | 137 | 24  | 0   | 0   | 1   | 0   |
| 6   | Bandera de Extremadura | C. D. Diocesano            | 4    | 170  | 98  | 51 | 17 | 30 | 169 | 114 | 55  | 1   | 0   | 0   | 1   |
| 7   | Bandera de Extremadura | C. D. Calamonte            | 5    | 160  | 128 | 40 | 40 | 48 | 149 | 166 | -17 | 0   | 0   | 0   | 0   |
| 8   | Bandera de Extremadura | C. F. Trujillo             | 4    | 157  | 128 | 40 | 37 | 47 | 136 | 161 | -25 | 0   | 0   | 0   | 0   |
| 9   | Bandera de Extremadura | Arroyo C. P.               | 4    | 157  | 128 | 40 | 37 | 51 | 135 | 17  | -35 | 0   | 0   | 1   | 0   |
| 10  | Bandera de Extremadura | Olivenza F. C.             | 4    | 144  | 128 | 35 | 39 | 54 | 135 | 188 | -53 | 0   | 0   | 1   | 0   |
| 11  | Bandera de Extremadura | C. F. Jaraíz               | 3    | 115  | 68  | 35 | 10 | 23 | 116 | 92  | 24  | 0   | 0   | 1   | 0   |
| 12  | Bandera de Extremadura | Atlético Pueblonuevo       | 4    | 111  | 98  | 28 | 27 | 43 | 113 | 157 | -44 | 0   | 0   | 0   | 0   |
| 13  | Bandera de Extremadura | C. D. Don Álvaro           | 3    | 90   | 94  | 21 | 27 | 46 | 93  | 148 | -55 | 0   | 0   | 0   | 0   |
| 14  | Bandera de Extremadura | C. D. Castuera             | 2    | 81   | 68  | 22 | 15 | 31 | 95  | 101 | -6  | 0   | 0   | 0   | 0   |
| 15  | Bandera de Extremadura | C. D. Don Benito           | 2    | 76   | 34  | 23 | 7  | 4  | 71  | 13  | 58  | 1   | 0   | 0   | 1   |
| 16  | Bandera de Extremadura | C. D. Extremadura 1924     | 1    | 75   | 34  | 23 | 6  | 5  | 73  | 22  | 51  | 1   | 0   | 0   | 1   |
| 17  | Bandera de Extremadura | U. D. Fuente de Cantos     | 2    | 70   | 64  | 13 | 25 | 26 | 51  | 87  | -36 | 0   | 0   | 0   | 0   |
| 18  | Bandera de Extremadura | C. D. Coria                | 1    | 69   | 34  | 19 | 12 | 3  | 58  | 20  | 38  | 0   | 1   | 1   | 0   |
| 19  | Bandera de Extremadura | C. D. Badajoz              | 2    | 63   | 34  | 17 | 12 | 5  | 54  | 20  | 34  | 0   | 0   | 1   | 0   |
| 20  | Bandera de Extremadura | C. P. Montehermoso         | 3    | 63   | 64  | 15 | 18 | 31 | 64  | 116 | -52 | 0   | 0   | 0   | 0   |
| 21  | Bandera de Extremadura | U. P. Plasencia            | 2    | 62   | 60  | 16 | 14 | 30 | 55  | 72  | -17 | 0   | 0   | 0   | 0   |
| 22  | Bandera de Extremadura | C. D. Miajadas             | 2    | 55   | 60  | 15 | 10 | 35 | 53  | 89  | -36 | 0   | 0   | 0   | 0   |
| 23  | Bandera de Extremadura | C. D. Santa Amalia         | 2    | 34   | 34  | 16 | 6  | 12 | 31  | 31  | 0   | 0   | 0   | 0   | 0   |
| 24  | Bandera de Extremadura | U. D. Montijo              | 2    | 45   | 34  | 11 | 12 | 11 | 35  | 34  | 1   | 0   | 0   | 0   | 0   |
| 25  | Bandera de Extremadura | C. P. Racing Valverdeño    | 1    | 32   | 34  | 8  | 8  | 18 | 37  | 58  | -21 | 0   | 0   | 0   | 0   |
| 26  | Bandera de Extremadura | E. F. Puebla de la Calzada | 2    | 56   | 34  | 7  | 11 | 16 | 35  | 56  | -21 | 0   | 0   | 0   | 0   |
| 27  | Bandera de Extremadura | E. M. D. Aceuchal          | 1    | 29   | 30  | 7  | 8  | 15 | 24  | 42  | -18 | 0   | 0   | 0   | 0   |
| 28  | Bandera de Extremadura | C. D. Badajoz "B"          | 1    | 27   | 30  | 6  | 9  | 15 | 24  | 38  | -14 | 0   | 0   | 0   | 0   |
| 29  | Bandera de Extremadura | U. C. La Estrella          | 1    | 21   | 30  | 5  | 6  | 19 | 30  | 60  | -30 | 0   | 0   | 0   | 0   |
| 30  | Bandera de Extremadura | Extremadura U. D. "B"      | 1    | 0    | 30  | 6  | 4  | 20 | 18  | 54  | -36 | 0   | 0   | 0   | 0   |
| 31  | Bandera de Extremadura | C. D. Cabeza del Buey      | 1    | 0    | 0   | 0  | 0  | 0  | 0   | 0   | 0   | 0   | 0   | 0   | 0   |
| 32  | Bandera de Extremadura | C. D. Gévora               | 1    | 0    | 0   | 0  | 0  | 0  | 0   | 0   | 0   | 0   | 0   | 0   | 0   |
| 33  | Bandera de Extremadura | C. F. Villanovense         | 1    | 0    | 0   | 0  | 0  | 0  | 0   | 0   | 0   | 0   | 0   | 0   | 0   |

## Palmarés
Nota: indicados en negrita los clubes que continúan en activo así como las temporadas en las que también consiguió el ascenso a Tercera División.
| Club              | Títulos | Años    |
| ----------------- | ------- | ------- |
| C. D. Diocesano   | 1       | 2021-22 |
| A. D. Llerenense  | 1       | 2022-23 |
| C. D. Don Benito  | 1       | 2023-24 |
| C. D. Extremadura | 1       | 2024-25 |

### Por temporada
| Puesto         | 2021-22          | 2022-23          | 2023-24           | 2024-25           |
| -------------- | ---------------- | ---------------- | ----------------- | ----------------- |
| Campeón        | C. D. Diocesano  | A. D. Llerenense | C. D. Don Benito  | C. D. Extremadura |
| Segundo puesto | Moralo C. P.     | C. D. Azuaga     | C. D. Coria       | C. D. Azuaga      |
| Tercer puesto  | A. D. Llerenense | Moralo C. P.     | C. D. Azuaga      | C. F. Jaraíz      |
| Cuarto puesto  | Jerez C. F.      | Olivenza F. C.   | S. P. Villafranca | A. D. Llerenense  |
| Quinto puesto  | Arroyo C. P.     | Jerez C. F.      | Moralo C. P.      | C. D. Badajoz     |